# Erik van Brenk
Erik van Brenk (Maartensdijk, 9 april 1977) is een Nederlands voormalig topkorfballer en huidig korfbalcoach.
Als speler won hij in 1998 de prijs van Beste Debutant in de Hoofdklasse, maar vanwege blessureleed zag hij zijn spelerscarrière vroegtijdig eindigen. 
Van Brenk won als hoofdcoach de Belgische zaaltitel en beker van 2024 met Borgerhout.

## Spelerscarrière

### Begin
Van Brenk begon met korfbal bij Tweemaal Zes. Hierna speelde hij kort bij Dalto uit Driebergen.

### Oost Arnhem
In 1996, op 19-jarige leeftijd, verruilde hij van club en sloot zich aan bij Oost-Arnhem. De ploeg was in maart 1996 nog Nederlands zaalkampioen geworden en had de lat hoog liggen.
Van Brenk speelde eerst in het tweede team, maar in seizoen 1997-1998 debuteerde Van Brenk in het eerste team van Oost-Arnhem. In dit seizoen werd Oost-Arnhem in de zaal 3e en ook op het veld was plek 3 het eindstation.
Van Brenk kreeg aan het eind van dit seizoen nog een individuele prijs, want hij werd uitgeroepen tot Beste Debutant van het Jaar.
In hetzelfde jaar, 1997, werd Van Brenk ook geselecteerd voor Jong Oranje.
In seizoen 1998-1999 werd Oost-Arnhem in de zaal 4e en op het veld werd de ploeg 1e in de Hoofdklasse B. Hierdoor speelde Oost-Arnhem de Nederlandse veldfinale van 1999.
Tegenstander in de finale was Deetos. In de finale bleek Deetos te sterk met 21-16.
In het seizoen erna, 1999-2000 bleef Oost-Arnhem in beide competities in de middenmoot steken.
Van Brenk moest zijn spelersloopbaan vroegtijdig stoppen, vanwege een zware knieblessure.

## Erelijst als Speler
- Beste Debutant van het Jaar, 1x (1998)

## Coachingscarrière

### DOS-WK
In 2006 werd Van Brenk de nieuwe coach bij DOS-WK, een ploeg die in beide competities op het hoogste niveau uit kwam.
In seizoen 2006-2007 werd DOS-WK teleurstellend 10e in de Korfbal League. Hierdoor was directe degradatie een feit.
In de veldcompetitie handhaafde de ploeg zich op het hoogste niveau.
Ondanks dat Van Brenk voor 3 jaar had getekend bij de club, stopte hij na 1 seizoen. Hij kon het drukke schema niet meer combineren met zijn  werk.
Tussendoor was Van Brenk nog coach bij Vriendenschaar en Kv de Meeuwen.

### Terug op hoog niveau
In 2017 werd Van Brenk de nieuwe hoofdcoach bij KV Wageningen en verving hiermee vertrekkend coach Jacko Vermeer.
Wageningen speelde in de Hoofdklasse en had de ambitie om te promoveren naar het hoogste niveau - de Korfbal League.
In zijn eerste seizoen, 2017-2018 werd Wageningen 3e in de Hoofdklasse A, wat net geen recht gaf op play-offs.
Seizoen 2018-2019 was beter dan het seizoen ervoor, want Wageningen werd 1e in de Hoofdklasse B. De ploeg pakte 24 punten in het seizoen en ging hiermee als favoriet de play-offs in. In de play-off serie verloor het in 2 wedstrijden van KV Groen Geel, waardoor het seizoen in mineur eindigde.
Seizoen 2019-2020 werd een jaar van net niet. Zo werd de ploeg 3e in de Hoofdklasse B, waardoor het play-offs miste. 
Na 3 seizoenen nam Van Brenk afscheid van de ploeg. Ron Steenbergen werd de nieuwe coach van de ploeg.

### Blauw-Wit
In 2021 werd bekend dat Van Brenk bij AKC Blauw-Wit aan de slag ging, als hoofdcoach naast Mark van der Laan. Hij verving hiermee vertrekkend coach Gerald Aukes.
In seizoen 2021-2022 begon Blauw-Wit in de eerste competitiefase in Poule A. Na 10 wedstrijden had de ploeg 10 punten. Hierdoor moest Blauw-Wit de competitie vervolgen in de zogenoemde degradatiepoule.
Uiteindelijk behaalde Blauw-Wit al 2 speelrondes voor het eind de veilige zone waardoor degradatie voorkomen was.
Seizoen 2022-2023 was het tweede en laatste seizoen voor Van Brenk bij Blauw-Wit. In dit seizoen eindigde Blauw-Wit in de Korfbal League op de 8e plaats. Handhaving was hierdoor het resultaat.

### Borgerhout, België
In de zomer van 2023 nam Van Brenk de job aan als coachvan de Belgische club Borgerhout.
In de zaalcompetitie plaatste Borgerhout zich voor de kruisfinale. In deze wedstrijd won de ploeg van Van Brenk met 24-23 van Boeckenberg. Hierdoor plaatste Borgerhout voor de Belgische zaalfinale. In de zaalfinale was Floriant de tegenstander. De finale werd bijzonder spannend en stond na reguliere speeltijd gelijk met 21-21. De finale moest via golden-goal principe worden bepaald en hierin scoorde Borgerhout de winnende treffer. Hierdoor won Borgerhout de Belgische zaaltitel van 2024.

### HKC
Voor seizoen 2024-2025 werd Van Brenk aangesteld als nieuwe hoofdcoach bij HKC. Hij volgde hiermee vertrekkend coach Marrien Ekelmans op.
Al vroeg kwam er een eind aan deze samenwerking, want op 4 december 2024, na 3 speelrondes in de Korfbal League besloten Van Brenk en HKC de samenwerking te stoppen vanwege een verschil in visie.

### Return bij Borgerhout, België
Aangezien Van Brenk in december 2024 afscheid had genomen van HKC werd hij door Borgerhout benaderd. Deze ploeg, die hij aan 2 Belgische nationale titels had geholpen, was op zoek naar een vaste nieuwe coach. Van Brenk ging hier per januari 2025 mee akkoord om te doen.

## Erelijst als Coach
- Belgisch kampioen zaalkorfbal (2024)
- Belgisch kampioen beker (2024)
- Belgisch coach van het jaar (2024)